# Ochenta y cuatro
El ochenta y cuatro (84) es el número natural que sigue al ochenta y tres y precede al ochenta y cinco.

## Propiedades matemáticas
- Es un número compuesto, que tiene los siguientes factores propios: 1, 2, 3, 4, 6, 7, 12, 14, 21, 28 y 42. Como la suma de sus factores es 140 > 84, se trata de un número abundante.
- Es la suma de los siete primeros números triangulares, lo que lo convierte en un número tetraédrico.
- Es un número de Harshad y un número de Moran.

## Características
- 84 es el número atómico del polonio.

- Datos: Q279264
- Multimedia: 84 (number) / Q279264